# Хайме Мунгуя
Хайме Аарон Мунгуя Ескобедо (ісп. Jaime Aarón Munguía Escobedo; 6 жовтня 1996, Тіхуана, Мексика) — мексиканський професійний боксер. Чемпіон світу за версією WBO (2018—2019) у першій середній вазі.

## Професіональна кар'єра
Мунгуя дебютував на професійному рингу 2013 року. За підсумками 2017 року журнал Ринг визнав Мунгую проспектом року. Він досяг рекорду 28-0 перш ніж вийшов на бій за титул чемпіона світу за версією WBO у першій середній вазі проти діючого чемпіона американця Садама Алі.
Поєдинок, що пройшов 12 травня 2018 року, завершився перемогою нокаутом Мунгуї у четвертому раунді. Мексиканець чудово скористався своєю перевагою у габаритах, до зупинки бою тричі надіславши чемпіона в нокдаун і відібравши у того титул.
Впродовж 2018—2019 років Хайме Мунгуя, захищаючи звання чемпіона, переміг п'ятьох суперників. У грудні 2019 року він звільнив титул і перейшов до середньої ваги. 11 січня 2020 року Мунгуя провів перший переможний бій у новій вазі, а 30 жовтня 2020 року в бою проти багамця Туреано Джонсона завоював вакантний титул інтерконтинентального чемпіона за версією WBO у середній вазі.
10 червня 2023 року провів перший бій у другій середній вазі і, здолавши за очками Сергія Дерев'янченко, завоював вакантний титул WBC Silver.
4 травня 2024 року вийшов на бій проти чемпіона світу за версіями WBC, WBA Super, WBO, IBF і журналу «Ринг» у другій середній вазі мексиканця Сауля Альвареса і програв одностайним рішенням.
14 грудня 2024 року зустрівся в бою з французом Бруно Сурасом. Поєдинок, в якому Мунгуя був явним фаворитом і вів за очками, завершився його несподіваним нокаутом в шостому раунді. Підводячи підсумки 2024 року, журнал «Ринг» визнав результат поєдинку Мунгуя — Сурас «Апсетом року». 3 травня 2025 року в реванші здобув перемогу.